# 230-ті до н. е.

## Події
- Елліністична Греція → Єгипет: правління Птолемея III Евергета;
- З 239 до н.е. йшла Деметрієва війна.